# Новопокровка (Криворізький район)
Новопокро́вка — село в Україні, Глеюватській сільській громаді Криворізького району Дніпропетровської області.
Населення — 98 мешканців.

## Географія
Село Новопокровка знаходиться на відстані 0,5 км від селища Пичугине. По селу протікає пересихаючий струмок з загатою. Поруч проходить залізниця, станція Пічугіно за 0,5 км.

## Населення

### Мова
Розподіл населення за рідною мовою за даними перепису 2001 року:
| Мова            | Кількість | Відсоток |
| --------------- | --------- | -------- |
| українська      | 2021      | 93.09%   |
| російська       | 135       | 6.21%    |
| білоруська      | 6         | 0.28%    |
| вірменська      | 3         | 0.14%    |
| румунська       | 3         | 0.14%    |
| інші/не вказали | 3         | 0.14%    |
| Усього          | 2171      | 100%     |